# كينغيرو نومورا
كينغيرو نومورا (بالإنجليزية: Kenjiro Nomura)‏ هو رسام أمريكي، ولد في 1896، وتوفي في 1956.